# Stray Cats
Stray Cats (en français : « Les chats errants ») est un trio de rockabilly américain, formé de Brian Setzer au chant et à la guitare électrique, de Slim Jim Phantom à la batterie et de Lee Rocker à la contrebasse.

## Historique
Stray Cats se sont formés dans la banlieue Est de New York en 1979, sous le nom de « The Tomcats » (en français : les matous). Devant l’indifférence de leurs compatriotes, ils décident de s’expatrier à Londres.
Après quelques mois de vaches maigres, leurs concerts pleins d’énergie où Lee Rocker escalade sa contrebasse et Slim Jim Phantom sa batterie limitée au strict minimum, commencent à attirer l’attention des journalistes et des maisons de disques. Ils enregistrent un premier 45-tours avec Dave Edmunds. L’Angleterre est à la recherche d’une nouvelle mode musicale et s’enflamme soudain pour le rockabilly énergique du groupe. L’Europe suit bientôt et le premier album qui sort en 1981, toujours produit par Dave Edmunds permet aux Stray Cats de passer l’été au sommet des Hit-parade. Une vague rockabilly submerge alors l’horizon musical et de nombreux groupes apparaissent dans le sillage de leur succès.
Conscients des limites du genre dans lequel ils ne veulent pas rester prisonniers, et fidèles à leurs goûts variés, Stray Cats enregistrent la même année un disque plus rhythm and blues que purement rockabilly. C’est l’album Gonna Ball. S'il est généralement bien accueilli par la critique, le public ne suit pas et Gonna Ball marque un retrait commercial pour le groupe. Les Stray Cats tentent néanmoins de percer aux États-Unis où paraît en 1982 un album compilé de leurs deux premiers LP, appelé Built for Speed. Il est plutôt bien accueilli.
Vu le peu de succès de sa timide aventure en dehors des standards, le groupe enregistre en 1983 un troisième album, Rant n’ Rave, qui est un retour aux sources du rockabilly. Malheureusement, la mode en est passée et le succès n'étant pas au rendez-vous, le groupe se sépare en 1984.
Lee Rocker et Slim Jim sortent deux albums en 1985 et 1986 associés à Earl Slick. Puis, entre des retrouvailles avec les Stray Cats, ils s'essayent chacun de leur côté à une carrière solo. Lee Rocker enregistrera plusieurs albums sous son propre nom. Slim Jim, quant à lui, évolue au sein de différentes formations mais ne rencontre pas vraiment de succès, même s'il participe par exemple à l'album solo de Lemmy Kilmister de Motörhead.
Brian Setzer est lui parti pour une véritable carrière solo, surtout en raison du besoin de s'entourer de davantage de musiciens pour jouer ses futures compositions. Un premier album voit le jour en 1986, The Knife feels Like Justice, qui malgré sa grande qualité ne rencontre qu'un léger succès outre-Atlantique. Suit en 1988 Live Nude Guitars, un album très intéressant mais où le style musical d'une chanson à l'autre peut dérouter certains.
En 1994, Brian Setzer a enfin mûri son vieux rêve de former un Big Band : The Brian Setzer Orchestra. Entouré d'une large section cuivres, il livre son premier album éponyme The Brian Setzer Orchestra dans une veine plutôt jazzy, suivi en 1996 de Guitar Slinger plus orienté swing rock.

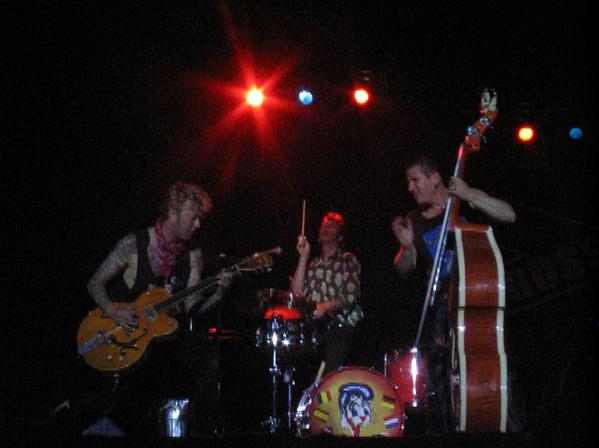
The Stray Cats, en concert à Gijón en 2004.

Enfin, en 1998, il remporte deux Grammy awards avec son album Dirty Boogie, vendu à plus de deux millions et demi d'exemplaires. Avec cet album de pur swing, Brian Setzer renoue avec le succès quinze ans après l'époque des Stray Cats. Sort ensuite en 2000 Vavoom, toujours dans la même lignée, puis il enregistre encore deux disques avec son big band : Boogie Woogie Christmas en 2002 et Dig That Crazy Christmas en 2005, constitués en partie de reprises de chansons de Noël.
Dans le même temps, Brian Setzer sort en 2001 un disque sous le nom Brian Setzer '68 Comeback Special et dans lequel, entouré d'un contrebassiste et d'un batteur dans l'esprit des Stray Cats, il rend hommage au « King Elvis » en référence au retour d'Elvis sur la scène en 1968. Pour l'occasion, Brian Setzer reprendra jusqu'à la fameuse tenue de cuir noir du King. Les compositions sont très rock and roll pour être à l'image de la période la plus énergique du King.
En 2003, paraît un autre album très rock Nitro Burnin' Funny Daddy dans lequel Brian Setzer est toujours entouré d'un batteur et d'un contrebassiste. Enfin, en 2005, dans l'album Rockabilly Riot, il reprend des standards des années 1950 et 60 du label Sun Records, entouré d'un batteur, d'un contrebassiste et d'un pianiste.
Les Stray Cats se reforment quant à eux de manière épisodique, par exemple lors de l'été 2004 pour une tournée en Europe et en 2008 pour une série de concerts européens sous le titre Stray Cats Farewell Tour.
En 2018, le groupe se reforme, et sort l'année suivante un nouvel album intitulé 40, pour célébrer ses 40 ans de carrière et repart en tournée dans le monde entier.

## Postérité
Leur titre Rock this Town a été intégré au jeu vidéo Guitar Hero 2 en 2006 et Stray Cat Strut à Guitar Hero On Tour en 2008.
A l'instar de nombreux autres groupes et chansons de l'histoire de la musique, Stray Cat sert d'inspiration à un personnage du même nom dans le manga Jojo's Bizarre Adventure lors de la partie Diamond is Unbreakable publiée en 1994, puis adaptée en animé en 2016.

## Discographie
- Stray Cats - France : No 1 (9 sem. N°1), 72 semaines dans le classement Album (1981)
- Gonna Ball - France : No 4, 14 semaines dans le classement Album (1981)
- Built for Speed - Non paru en France à l'époque ; États-Unis : No 2 (1982)
- Rant n' Rave with the Stray Cats -  France : No 15, 26 semaines dans le classement Album ; États-Unis : No 14 (1983)
- Rock Therapy - Non paru en France à l'époque ; États-Unis : No 122 (1986)
- Blast Off! - France : No 45, 2 semaines dans le classement Album ; États-Unis : No 111 (1989)
- Let's Go Faster - Non paru en France à l'époque (1990)
- Choo Choo Hot Fish - Pas classé (1992)
- Original Cool - Pas classé (1993)
- 40 -  France: N°17, 6 semaines (2019)

Plusieurs albums live ou de compilation sont sortis depuis la séparation, dont:
- Runaway Boys (1997)
- The Very Best Of (2003)
- Live From Europe (2004)
- Rumble in Brixton (2004)